# William Shakespeare
Pour les articles homonymes, voir Shakespeare (homonymie).
Sauf précision contraire, les dates de cet article sont exprimées dans le calendrier julien. 
La Grande-Bretagne et ses dépendances utilisent le calendrier julien jusqu'en 1752.
Œuvres principales
- Roméo et Juliette
- Hamlet
- Macbeth
- Othello
- Le Songe d'une nuit d'été

William Shakespeare est un dramaturge, poète et acteur anglais baptisé/né le 26 avril 1564 à Stratford-upon-Avon et mort le 23 avril 1616 dans la même ville. Surnommé « le Barde d'Avon », « le Barde immortel » ou simplement « le Barde », il est considéré comme l'un des plus grands poètes et dramaturges de langue anglaise. Son œuvre, traduite dans de nombreuses langues, se compose de 39 pièces, 154 sonnets et quelques poèmes supplémentaires, dont certains ne lui sont pas attribués de manière certaine.
Après des études à Stratford-upon-Avon, dans le Warwickshire, Shakespeare se marie à 18 ans avec Anne Hathaway, avec qui il a trois enfants. À une date inconnue entre 1585 et 1592, il entame sa carrière d'acteur et auteur à succès à Londres au sein des Lord Chamberlain's Men, une troupe dont il est actionnaire. Il semble s'être retiré à Stratford vers 1613 pour y mourir trois ans plus tard. Il ne subsiste guère de traces de l'homme Shakespeare, ce qui a engendré de nombreuses spéculations concernant son apparence physique, sa sexualité, sa religion (en). Des théories marginales avancent que son œuvre a été en réalité écrite par un autre.
Shakespeare rédige la majeure partie de ses pièces entre 1589 et 1613. Les premières sont surtout des comédies et des pièces historiques, puis il se consacre davantage aux tragédies comme Hamlet, Othello, Le Roi Lear et Macbeth. À la fin de sa vie, il rédige des tragi-comédies et collabore avec d'autres dramaturges. De son vivant, bon nombre de ses pièces sont publiées dans des ouvrages bon marché de qualité variable. En 1623, deux de ses amis éditent le « Premier Folio », un recueil qui comprend presque toute son œuvre théâtrale sous une forme définitive. Dans sa préface, Ben Jonson prédit le caractère intemporel de Shakespeare, dont les pièces continuent à être mises en scène, adaptées, redécouvertes et réinterprétées au fil des siècles dans des contextes culturels et politiques variés.

## Biographie

### Origines, mariage et années perdues

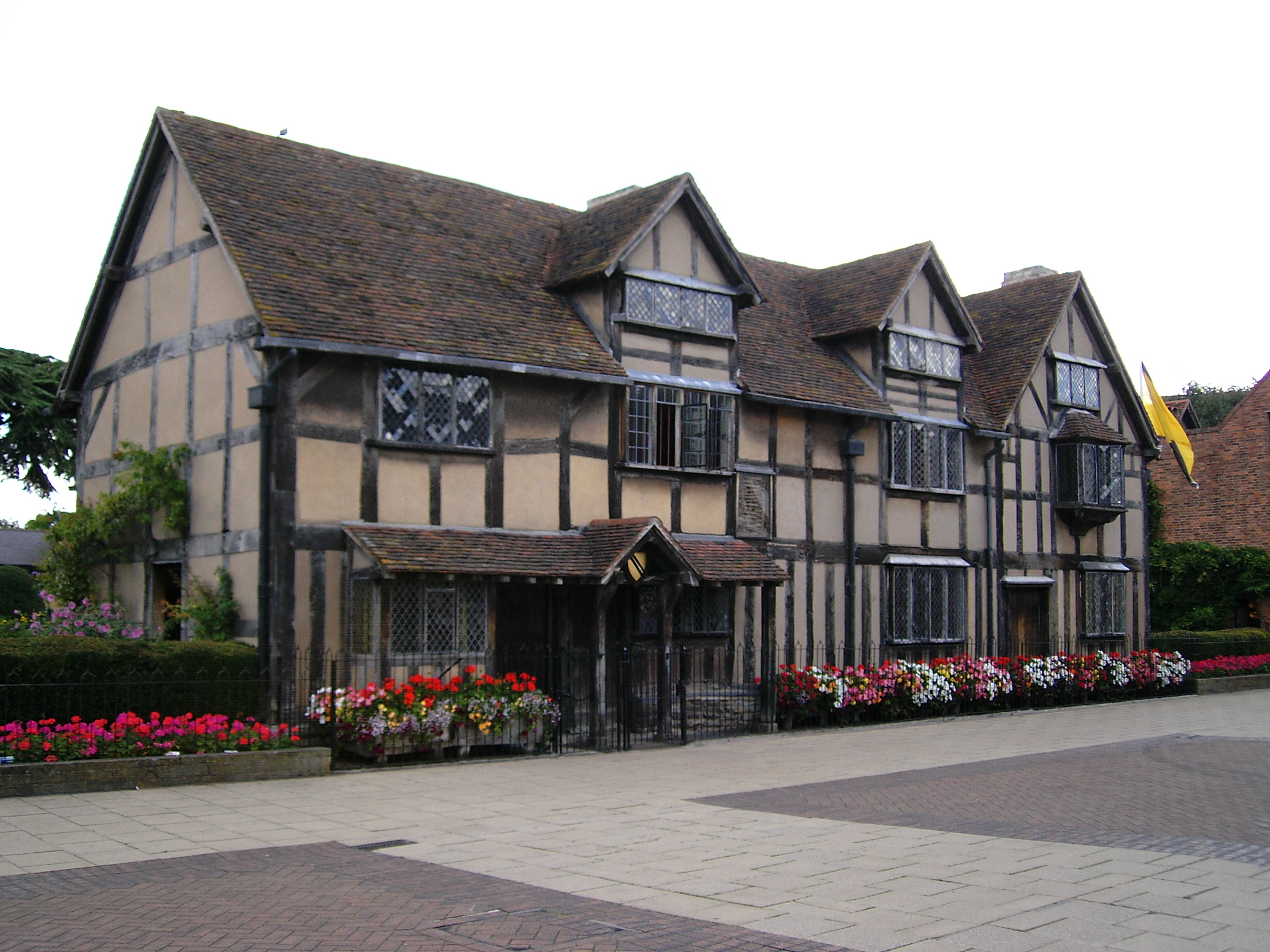
La maison natale de Shakespeare à Stratford-upon-Avon.

William Shakespeare est le fils de John Shakespeare (vers 1531-1601) et Mary Arden (vers 1537-1608). Son père, originaire de Snitterfield dans le Warwickshire, est un gantier prospère établi à Stratford-upon-Avon où il occupe la charge d'alderman, tandis que sa mère est la fille d'un riche propriétaire terrien de Wilmcote. Né à Stratford, William Shakespeare est baptisé le 26 avril 1564. Sa date de naissance exacte est inconnue. Une tradition qui trouve son origine dans une erreur commise par le critique George Steevens au XVIIIe siècle la situe le 23 avril. Cette date est reprise par de nombreux biographes, séduits par la coïncidence avec la Saint-Georges, fête du saint patron de l'Angleterre, ainsi qu'avec le jour de la mort du dramaturge en 1616,. William est le troisième des huit enfants des Shakespeare et l'aîné des fils qui survivent à la petite enfance.
La plupart des biographes de Shakespeare considèrent qu'il est probablement scolarisé à la King's New School (en) de Stratford, bien qu'aucun registre de présence ne subsiste de cette époque,,. Cette grammar school a été fondée par une charte royale d'Édouard VI en 1553 et se situe à moins de 500 mètres de la maison de John Shakespeare. Les écoles anglaises sont de qualité variable, mais elles partagent le même programme par décret royal,. Il repose principalement sur l'étude intensive de la grammaire du latin classique et de la littérature latine.

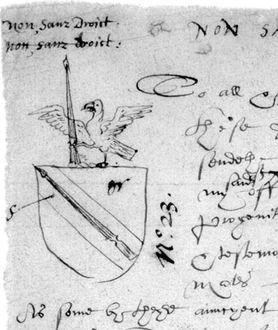
Le blason accordé au père de Shakespeare en 1596, avec une lance (spear) en guise de calembour sur son patronyme.

William Shakespeare est âgé de dix-huit ans lorsqu'il se marie avec Anne Hathaway, la fille d'un yeoman de Shottery (en), âgée de vingt-six ans. Le consistoire du diocèse de Worcester émet un certificat de mariage le 27 novembre 1582, qui autorise la célébration des noces après seulement une publication des bans au lieu de trois. Le lendemain, deux voisins de Hathaway certifient qu'il n'existe aucun empêchement légal à cette union,. Cette précipitation s'explique par l'état de Hathaway, qui accouche six mois plus tard d'une fille, Susanna, baptisée le 26 mai 1583. Des jumeaux, Hamnet et Judith, naissent un an et demi plus tard et sont baptisés le 2 février 1585. Hamnet meurt à l'âge de onze ans de causes inconnues ; il est enterré à Stratford le 11 août 1596.
Après la naissance des jumeaux, Shakespeare disparaît presque complètement des documents d'époque pendant sept ans, jusqu'à sa réapparition comme figure établie du petit monde du théâtre londonien en 1592. Sa seule mention dans les sources pour cette période figure dans les documents concernant un procès tenu au Queen's Bench de Westminster entre fin 1588 et fin 1589. Les biographes du dramaturge rapportent de nombreuses histoires apocryphes censées avoir eu lieu pendant ces « années perdues » de sa vie. Le premier d'entre eux, Nicholas Rowe (1674-1718), rapporte une légende de Stratford selon laquelle Shakespeare se serait enfui à Londres pour échapper à la justice après avoir été surpris braconnant sur les terres de Thomas Lucy (en). Il aurait pris sa revanche plus tard en composant un poème calomnieux contre Lucy. Une autre légende affirme que Shakespeare aurait fait son entrée dans le monde du théâtre comme valet d'écurie. John Aubrey (1626-1697) rapporte qu'il aurait été maître d'école quelque part à la campagne, une idée reprise au XXe siècle à la suite de la découverte d'un certain « William Shakeshafte » dans les légataires du testament d'Alexander Hoghton, un propriétaire catholique du Lancashire,. Aucune de ces légendes n'est fondée sur davantage que des racontars et des hypothèses qui ne font pas consensus ; Shakeshafte est un patronyme courant dans le Lancashire,.

### Acteur et dramaturge à Londres

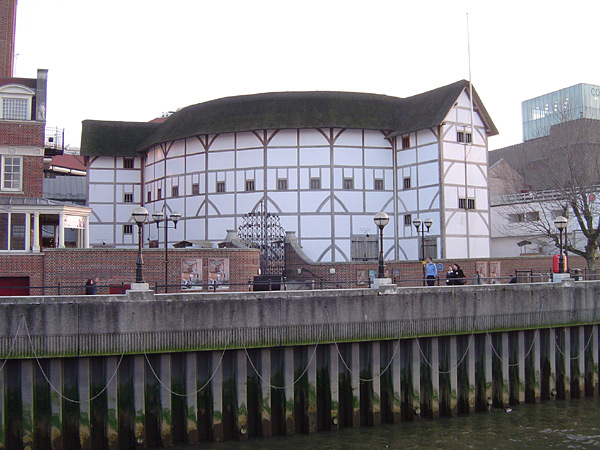
La reconstitution du théâtre du Globe à Londres.

La date et la manière dont débute la carrière d'acteur et d'écrivain de Shakespeare sont inconnues. Il est suffisamment célèbre en 1592 pour être la cible de Robert Greene. Dans son pamphlet Greene's Groats-Worth of Wit (en), publié à titre posthume, Greene accuse à mots couverts Shakespeare de n'être qu'un touche-à-tout médiocre, qui a l'outrecuidance de vouloir rivaliser avec des dramaturges établis sortis d'Oxford et de Cambridge comme Christopher Marlowe, Thomas Nashe ou Greene lui-même,,. Il s'agit de la toute première allusion à l'œuvre théâtrale de Shakespeare, qui pourrait avoir débuté à n'importe quelle date entre le milieu des années 1580 et l'attaque de Greene,,.
À partir de 1594, les pièces de Shakespeare sont exclusivement interprétées par les Lord Chamberlain's Men, une compagnie d'acteurs à laquelle il appartient et qui devient rapidement la plus populaire de Londres. Après la mort de la reine Élisabeth Ire, en 1603, son successeur Jacques Ier devient le mécène de la troupe, qui se rebaptise les King's Men. Plusieurs membres de la compagnie s'associent en 1599 pour faire construire leur propre théâtre dans le quartier de Southwark, au sud de la Tamise : le Globe. Ils prennent également le contrôle du Blackfriars Theatre en 1608. Les archives montrent que Shakespeare tire des bénéfices substantiels de son association avec la troupe. En 1597, il est en mesure de racheter la deuxième plus grande maison de Stratford, New Place.
Les pièces écrites par Shakespeare commencent à être publiées au format in-quarto en 1594. Son nom apparaît sur les pages de titre à partir de 1598, signe d'une certaine popularité,,. Il continue à se produire comme acteur, y compris dans des pièces d'autres auteurs, jouant ainsi dans Every Man in His Humour (en) (1598) et Sejanus His Fall (en) (1603) de Ben Jonson. En revanche, il ne figure pas dans la distribution de Volpone en 1605, ce qui est interprété par certains biographes comme la preuve de la fin de sa carrière d'acteur. Néanmoins, le Premier Folio de 1623 affirme qu'il fait partie des rôles principaux de toutes ses pièces, dont certaines n'ont commencé à être jouées qu'après 1605, sans que l'on sache les rôles qu'il interprète. En 1610, John Davies de Hereford (en) affirme que le « bon Will » jouait les rôles « royaux » Un siècle plus tard, Nicholas Rowe rapporte la tradition selon laquelle il interprétait le spectre du roi (en) dans Hamlet. D'autres rôles lui sont attribués ultérieurement : Adam dans Comme il vous plaira, le chœur dans Henri V,. Les spécialistes remettent en question les sources de ces informations.
Durant toute sa carrière, Shakespeare partage son temps entre Londres et Stratford. En 1596, il réside dans la paroisse de St. Helen's à Bishopsgate,. Il déménage à Southwark avant 1599, année de la fondation du Globe,, puis retourne vivre de l'autre côté de la Tamise avant 1604. Cette année-là, il loue un appartement à un huguenot français dans un quartier au nord de la cathédrale Saint-Paul qui comprend plusieurs belles maisons,.

### Dernières années et mort

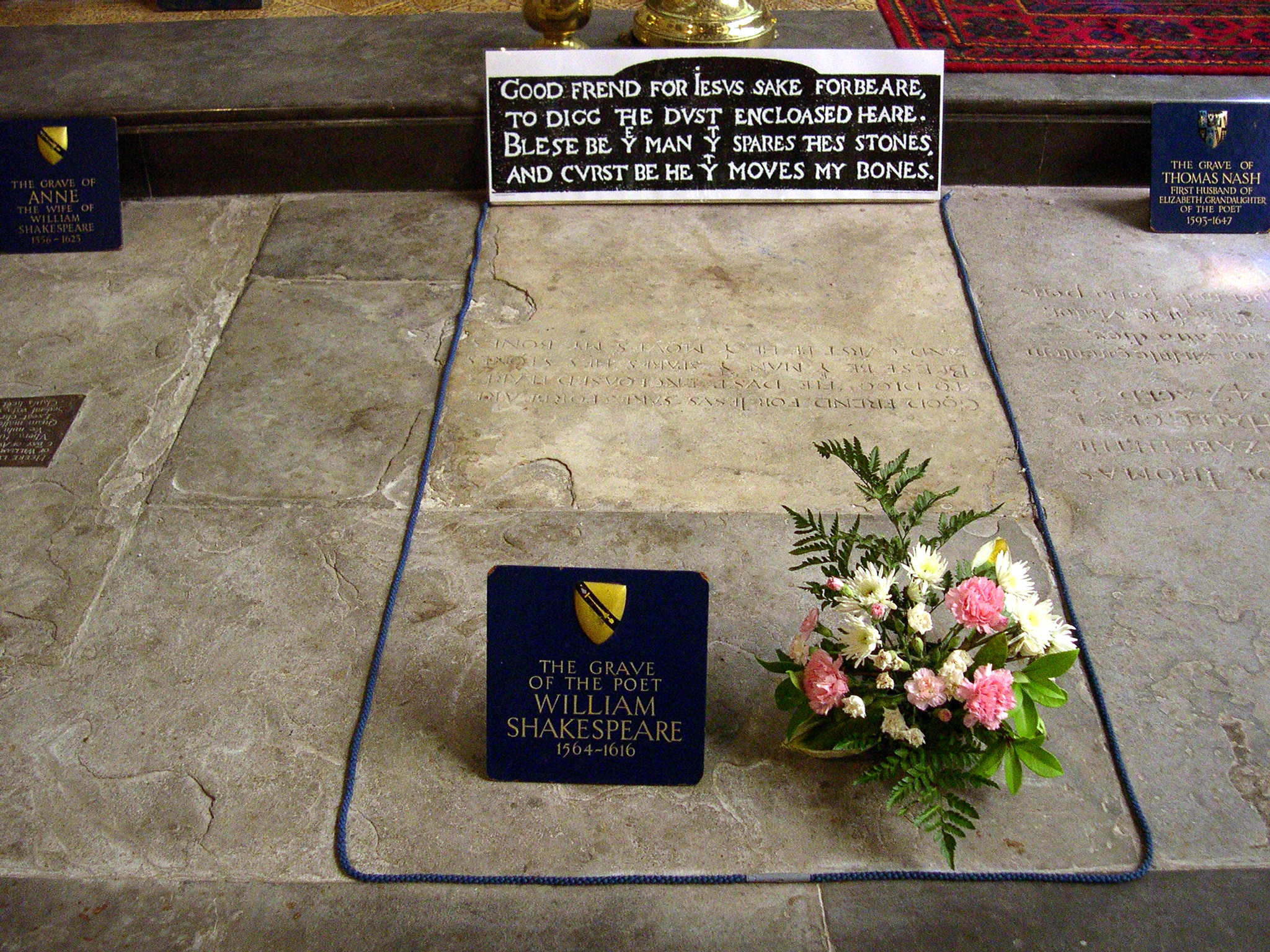
La tombe de Shakespeare.

Nicholas Rowe est le premier à affirmer que Shakespeare prend sa retraite pour aller passer à Stratford les dernières années de sa vie, une affirmation reprise par Samuel Johnson,. Cependant, l'idée de prendre sa retraite n'est pas courante au début du XVIIe siècle. De fait, un document de 1635 indique qu'il est encore actif sur les planches à Londres en 1608. Cependant, l'épidémie de peste bubonique qui frappe Londres l'année suivante entraîne de fréquentes fermetures pour les théâtres de la ville (ils sont fermés pendant plus de 60 mois entre mai 1603 et février 1610), ce qui réduit pour les acteurs les occasions de travailler,,.
La présence de Shakespeare à Londres est encore attestée entre 1611 et 1614. En 1612, il est appelé à témoigner dans l'affaire Bellott v. Mountjoy,. En mars de l'année suivante, il achète une porterie de l'ancien prieuré de Blackfriars. À partir de novembre 1614, il passe plusieurs semaines à Londres chez son gendre John Hall (en). Il rédige moins de pièces à partir de 1610 et aucune ne lui est attribuée après 1613. Ses trois dernières sont le fruit d'une collaboration, probablement avec John Fletcher, son successeur comme dramaturge attitré des King's Men,.
William Shakespeare meurt le 23 avril 1616 à l'âge de 52 ans, un mois après avoir établi son testament (en), dans lequel il se décrit comme « en parfaite santé ». Les circonstances de son décès ne sont rapportées par aucune source d'époque. Un demi-siècle plus tard, le vicaire de Stratford John Ward (en) rapporte qu'il aurait été pris de fièvre à la suite d'une soirée trop arrosée avec Michael Drayton et Ben Jonson et qu'il en serait mort,. Le 23 avril est régulièrement rapproché de la date de l'enterrement de l'écrivain Miguel de Cervantes, le 23 avril 1616, par exemple par les Nations unies qui font du 23 avril la journée internationale du livre. Cependant, outre que ce rapprochement nécessite de confondre la date d'enterrement et la date de la mort de l'écrivain espagnol, la coïncidence ne fonctionne que si une date est exprimée dans le calendrier julien et l'autre dans le calendrier grégorien, ce qui n'est pas le cas : en effet selon le calendrier grégorien, Shakespeare est mort le 3 mai.
La femme et les deux filles de Shakespeare lui survivent. L'aînée, Susanna, s'est mariée au docteur John Hall en 1607, tandis que Judith a épousé un marchand de vin, Thomas Quiney (en), deux mois avant la mort de son père. Susanna hérite de la majeure partie des biens de Shakespeare, qu'elle est censée transmettre intacts à l'aîné de ses éventuels fils,. Les Quiney ont trois enfants qui meurent sans descendance,. Les Hall n'ont qu'une fille, Elizabeth (en), qui meurt en 1670 sans avoir eu d'enfant de ses deux maris. Sa mort marque l'extinction de la descendance du dramaturge,.
Shakespeare est inhumé dans le chancel de l'église de la Sainte-Trinité de Stratford-upon-Avon deux jours après sa mort,. Sa tombe porte l'épitaphe suivante :
Mon ami, pour l’amour du Sauveur, abstiens-toi

De creuser la poussière déposée sur moi.

Béni soit l’homme qui épargnera ces pierres

Mais maudit soit celui violant mon ossuaire
Good friend, for Jesus' sake forbear,

To dig the dust enclosed here.

Blest be the man that spares these stones,

But cursed be he that moves my bones.
À une date inconnue entre 1616 et 1623, un monument funéraire (en) est édifié en sa mémoire sur le mur nord du chancel. Il comprend une sculpture à son effigie et une plaque dont le texte le compare à Nestor, Socrate et Virgile.

### Arbre généalogique
|  |  |                              |                              |                              |                              |                              |                              |  |  |                                  |                                  |                                  |                                  |                                  |                                  |  |  |                                 |                                 |                                 |                                 |                                 |                                 |                             |                             | Richard Shakespeare (1490-1561) | Richard Shakespeare (1490-1561) | Richard Shakespeare (1490-1561) | Richard Shakespeare (1490-1561) | Richard Shakespeare (1490-1561) | Richard Shakespeare (1490-1561) |                               |                               | Robert Arden († 1556)         | Robert Arden († 1556)         | Robert Arden († 1556)        | Robert Arden († 1556)        | Robert Arden († 1556)        | Robert Arden († 1556)        |                              |                              |                                |                                |                                |                                |                                |                                |                                |                                |                                 |                                 |                                 |                                 |                                 |                                 |                            |                            |                                |                                |                                |                                |                                |                                |                           |                           |                           |                           |                           |                           |                           |                           |  |  |  |  |  |  |  |  |  |  |  |  |  |  |  |  |  |  |  |  |  |  |  |  |  |  |  |  |  |  |  |  |  |  |  |  |  |  |  |  |  |  |  |  |  |  |  |  |  |  |  |  |  |  |  |  |  |  |
|  |  |                              |                              |                              |                              |                              |                              |  |  |                                  |                                  |                                  |                                  |                                  |                                  |  |  |                                 |                                 |                                 |                                 |                                 |                                 |                             |                             | Richard Shakespeare (1490-1561) | Richard Shakespeare (1490-1561) | Richard Shakespeare (1490-1561) | Richard Shakespeare (1490-1561) | Richard Shakespeare (1490-1561) | Richard Shakespeare (1490-1561) |                               |                               | Robert Arden († 1556)         | Robert Arden († 1556)         | Robert Arden († 1556)        | Robert Arden († 1556)        | Robert Arden († 1556)        | Robert Arden († 1556)        |                              |                              |                                |                                |                                |                                |                                |                                |                                |                                |                                 |                                 |                                 |                                 |                                 |                                 |                            |                            |                                |                                |                                |                                |                                |                                |                           |                           |                           |                           |                           |                           |                           |                           |  |  |  |  |  |  |  |  |  |  |  |  |  |  |  |  |  |  |  |  |  |  |  |  |  |  |  |  |  |  |  |  |  |  |  |  |  |  |  |  |  |  |  |  |  |  |  |  |  |  |  |  |  |  |  |  |  |  |
|  |  |                              |                              |                              |                              |                              |                              |  |  |                                  |                                  |                                  |                                  |                                  |                                  |  |  |                                 |                                 |                                 |                                 |                                 |                                 |                             |                             | John Shakespeare (1531-1601)    | John Shakespeare (1531-1601)    | John Shakespeare (1531-1601)    | John Shakespeare (1531-1601)    | John Shakespeare (1531-1601)    | John Shakespeare (1531-1601)    |                               |                               | Mary Arden (1537-1608)        | Mary Arden (1537-1608)        | Mary Arden (1537-1608)       | Mary Arden (1537-1608)       | Mary Arden (1537-1608)       | Mary Arden (1537-1608)       |                              |                              |                                |                                |                                |                                |                                |                                |                                |                                |                                 |                                 |                                 |                                 |                                 |                                 |                            |                            |                                |                                |                                |                                |                                |                                |                           |                           | Richard Hathaway († 1581) | Richard Hathaway († 1581) | Richard Hathaway († 1581) | Richard Hathaway († 1581) | Richard Hathaway († 1581) | Richard Hathaway († 1581) |  |  |  |  |  |  |  |  |  |  |  |  |  |  |  |  |  |  |  |  |  |  |  |  |  |  |  |  |  |  |  |  |  |  |  |  |  |  |  |  |  |  |  |  |  |  |  |  |  |  |  |  |  |  |  |  |  |  |
|  |  |                              |                              |                              |                              |                              |                              |  |  |                                  |                                  |                                  |                                  |                                  |                                  |  |  |                                 |                                 |                                 |                                 |                                 |                                 |                             |                             | John Shakespeare (1531-1601)    | John Shakespeare (1531-1601)    | John Shakespeare (1531-1601)    | John Shakespeare (1531-1601)    | John Shakespeare (1531-1601)    | John Shakespeare (1531-1601)    |                               |                               | Mary Arden (1537-1608)        | Mary Arden (1537-1608)        | Mary Arden (1537-1608)       | Mary Arden (1537-1608)       | Mary Arden (1537-1608)       | Mary Arden (1537-1608)       |                              |                              |                                |                                |                                |                                |                                |                                |                                |                                |                                 |                                 |                                 |                                 |                                 |                                 |                            |                            |                                |                                |                                |                                |                                |                                |                           |                           | Richard Hathaway († 1581) | Richard Hathaway († 1581) | Richard Hathaway († 1581) | Richard Hathaway († 1581) | Richard Hathaway († 1581) | Richard Hathaway († 1581) |  |  |  |  |  |  |  |  |  |  |  |  |  |  |  |  |  |  |  |  |  |  |  |  |  |  |  |  |  |  |  |  |  |  |  |  |  |  |  |  |  |  |  |  |  |  |  |  |  |  |  |  |  |  |  |  |  |  |
|  |  |                              |                              |                              |                              |                              |                              |  |  |                                  |                                  |                                  |                                  |                                  |                                  |  |  |                                 |                                 |                                 |                                 |                                 |                                 |                             |                             |                                 |                                 |                                 |                                 |                                 |                                 |                               |                               |                               |                               |                              |                              |                              |                              |                              |                              |                                |                                |                                |                                |                                |                                |                                |                                |                                 |                                 |                                 |                                 |                                 |                                 |                            |                            |                                |                                |                                |                                |                                |                                |                           |                           |                           |                           |                           |                           |                           |                           |  |  |  |  |  |  |  |  |  |  |  |  |  |  |  |  |  |  |  |  |  |  |  |  |  |  |  |  |  |  |  |  |  |  |  |  |  |  |  |  |  |  |  |  |  |  |  |  |  |  |  |  |  |  |  |  |  |  |
|  |  |                              |                              |                              |                              |                              |                              |  |  |                                  |                                  |                                  |                                  |                                  |                                  |  |  |                                 |                                 |                                 |                                 |                                 |                                 |                             |                             |                                 |                                 |                                 |                                 |                                 |                                 |                               |                               |                               |                               |                              |                              |                              |                              |                              |                              |                                |                                |                                |                                |                                |                                |                                |                                |                                 |                                 |                                 |                                 |                                 |                                 |                            |                            |                                |                                |                                |                                |                                |                                |                           |                           |                           |                           |                           |                           |                           |                           |  |  |  |  |  |  |  |  |  |  |  |  |  |  |  |  |  |  |  |  |  |  |  |  |  |  |  |  |  |  |  |  |  |  |  |  |  |  |  |  |  |  |  |  |  |  |  |  |  |  |  |  |  |  |  |  |  |  |
|  |  | Joan Shakespeare (1558-1558) | Joan Shakespeare (1558-1558) | Joan Shakespeare (1558-1558) | Joan Shakespeare (1558-1558) | Joan Shakespeare (1558-1558) | Joan Shakespeare (1558-1558) |  |  | Margaret Shakespeare (1562-1563) | Margaret Shakespeare (1562-1563) | Margaret Shakespeare (1562-1563) | Margaret Shakespeare (1562-1563) | Margaret Shakespeare (1562-1563) | Margaret Shakespeare (1562-1563) |  |  | William Shakespeare (1564-1616) | William Shakespeare (1564-1616) | William Shakespeare (1564-1616) | William Shakespeare (1564-1616) | William Shakespeare (1564-1616) | William Shakespeare (1564-1616) |                             |                             | Gilbert Shakespeare (1566-1612) | Gilbert Shakespeare (1566-1612) | Gilbert Shakespeare (1566-1612) | Gilbert Shakespeare (1566-1612) | Gilbert Shakespeare (1566-1612) | Gilbert Shakespeare (1566-1612) |                               |                               | Joan Shakespeare (1569-1646)  | Joan Shakespeare (1569-1646)  | Joan Shakespeare (1569-1646) | Joan Shakespeare (1569-1646) | Joan Shakespeare (1569-1646) | Joan Shakespeare (1569-1646) |                              |                              | Anne Shakespeare (1571-1579)   | Anne Shakespeare (1571-1579)   | Anne Shakespeare (1571-1579)   | Anne Shakespeare (1571-1579)   | Anne Shakespeare (1571-1579)   | Anne Shakespeare (1571-1579)   |                                |                                | Richard Shakespeare (1574-1613) | Richard Shakespeare (1574-1613) | Richard Shakespeare (1574-1613) | Richard Shakespeare (1574-1613) | Richard Shakespeare (1574-1613) | Richard Shakespeare (1574-1613) |                            |                            | Edmund Shakespeare (1580-1607) | Edmund Shakespeare (1580-1607) | Edmund Shakespeare (1580-1607) | Edmund Shakespeare (1580-1607) | Edmund Shakespeare (1580-1607) | Edmund Shakespeare (1580-1607) |                           |                           | Anne Hathaway (1555-1623) | Anne Hathaway (1555-1623) | Anne Hathaway (1555-1623) | Anne Hathaway (1555-1623) | Anne Hathaway (1555-1623) | Anne Hathaway (1555-1623) |  |  |  |  |  |  |  |  |  |  |  |  |  |  |  |  |  |  |  |  |  |  |  |  |  |  |  |  |  |  |  |  |  |  |  |  |  |  |  |  |  |  |  |  |  |  |  |  |  |  |  |  |  |  |  |  |  |  |
|  |  | Joan Shakespeare (1558-1558) | Joan Shakespeare (1558-1558) | Joan Shakespeare (1558-1558) | Joan Shakespeare (1558-1558) | Joan Shakespeare (1558-1558) | Joan Shakespeare (1558-1558) |  |  | Margaret Shakespeare (1562-1563) | Margaret Shakespeare (1562-1563) | Margaret Shakespeare (1562-1563) | Margaret Shakespeare (1562-1563) | Margaret Shakespeare (1562-1563) | Margaret Shakespeare (1562-1563) |  |  | William Shakespeare (1564-1616) | William Shakespeare (1564-1616) | William Shakespeare (1564-1616) | William Shakespeare (1564-1616) | William Shakespeare (1564-1616) | William Shakespeare (1564-1616) |                             |                             | Gilbert Shakespeare (1566-1612) | Gilbert Shakespeare (1566-1612) | Gilbert Shakespeare (1566-1612) | Gilbert Shakespeare (1566-1612) | Gilbert Shakespeare (1566-1612) | Gilbert Shakespeare (1566-1612) |                               |                               | Joan Shakespeare (1569-1646)  | Joan Shakespeare (1569-1646)  | Joan Shakespeare (1569-1646) | Joan Shakespeare (1569-1646) | Joan Shakespeare (1569-1646) | Joan Shakespeare (1569-1646) |                              |                              | Anne Shakespeare (1571-1579)   | Anne Shakespeare (1571-1579)   | Anne Shakespeare (1571-1579)   | Anne Shakespeare (1571-1579)   | Anne Shakespeare (1571-1579)   | Anne Shakespeare (1571-1579)   |                                |                                | Richard Shakespeare (1574-1613) | Richard Shakespeare (1574-1613) | Richard Shakespeare (1574-1613) | Richard Shakespeare (1574-1613) | Richard Shakespeare (1574-1613) | Richard Shakespeare (1574-1613) |                            |                            | Edmund Shakespeare (1580-1607) | Edmund Shakespeare (1580-1607) | Edmund Shakespeare (1580-1607) | Edmund Shakespeare (1580-1607) | Edmund Shakespeare (1580-1607) | Edmund Shakespeare (1580-1607) |                           |                           | Anne Hathaway (1555-1623) | Anne Hathaway (1555-1623) | Anne Hathaway (1555-1623) | Anne Hathaway (1555-1623) | Anne Hathaway (1555-1623) | Anne Hathaway (1555-1623) |  |  |  |  |  |  |  |  |  |  |  |  |  |  |  |  |  |  |  |  |  |  |  |  |  |  |  |  |  |  |  |  |  |  |  |  |  |  |  |  |  |  |  |  |  |  |  |  |  |  |  |  |  |  |  |  |  |  |
|  |  |                              |                              |                              |                              |                              |                              |  |  |                                  |                                  |                                  |                                  |                                  |                                  |  |  |                                 |                                 |                                 |                                 |                                 |                                 |                             |                             |                                 |                                 |                                 |                                 |                                 |                                 |                               |                               |                               |                               |                              |                              |                              |                              |                              |                              |                                |                                |                                |                                |                                |                                |                                |                                |                                 |                                 |                                 |                                 |                                 |                                 |                            |                            |                                |                                |                                |                                |                                |                                |                           |                           |                           |                           |                           |                           |                           |                           |  |  |  |  |  |  |  |  |  |  |  |  |  |  |  |  |  |  |  |  |  |  |  |  |  |  |  |  |  |  |  |  |  |  |  |  |  |  |  |  |  |  |  |  |  |  |  |  |  |  |  |  |  |  |  |  |  |  |
|  |  |                              |                              |                              |                              |                              |                              |  |  |                                  |                                  |                                  |                                  |                                  |                                  |  |  |                                 |                                 |                                 |                                 |                                 |                                 |                             |                             |                                 |                                 |                                 |                                 |                                 |                                 |                               |                               |                               |                               |                              |                              |                              |                              |                              |                              |                                |                                |                                |                                |                                |                                |                                |                                |                                 |                                 |                                 |                                 |                                 |                                 |                            |                            |                                |                                |                                |                                |                                |                                |                           |                           |                           |                           |                           |                           |                           |                           |  |  |  |  |  |  |  |  |  |  |  |  |  |  |  |  |  |  |  |  |  |  |  |  |  |  |  |  |  |  |  |  |  |  |  |  |  |  |  |  |  |  |  |  |  |  |  |  |  |  |  |  |  |  |  |  |  |  |
|  |  |                              |                              |                              |                              |                              |                              |  |  |                                  |                                  |                                  |                                  |                                  |                                  |  |  |                                 |                                 |                                 |                                 |                                 |                                 |                             |                             |                                 |                                 |                                 |                                 |                                 |                                 |                               |                               |                               |                               |                              |                              |                              |                              |                              |                              |                                |                                |                                |                                |                                |                                |                                |                                |                                 |                                 |                                 |                                 |                                 |                                 |                            |                            |                                |                                |                                |                                |                                |                                |                           |                           |                           |                           |                           |                           |                           |                           |  |  |  |  |  |  |  |  |  |  |  |  |  |  |  |  |  |  |  |  |  |  |  |  |  |  |  |  |  |  |  |  |  |  |  |  |  |  |  |  |  |  |  |  |  |  |  |  |  |  |  |  |  |  |  |  |  |  |
|  |  |                              |                              |                              |                              |                              |                              |  |  |                                  |                                  |                                  |                                  |                                  |                                  |  |  |                                 |                                 |                                 |                                 |                                 |                                 |                             |                             | John Hall (1575-1635)           | John Hall (1575-1635)           | John Hall (1575-1635)           | John Hall (1575-1635)           | John Hall (1575-1635)           | John Hall (1575-1635)           |                               |                               | Susanna Hall (1583-1649)      | Susanna Hall (1583-1649)      | Susanna Hall (1583-1649)     | Susanna Hall (1583-1649)     | Susanna Hall (1583-1649)     | Susanna Hall (1583-1649)     |                              |                              | Hamnet Shakespeare (1585-1596) | Hamnet Shakespeare (1585-1596) | Hamnet Shakespeare (1585-1596) | Hamnet Shakespeare (1585-1596) | Hamnet Shakespeare (1585-1596) | Hamnet Shakespeare (1585-1596) |                                |                                | Judith Quiney (1585-1662)       | Judith Quiney (1585-1662)       | Judith Quiney (1585-1662)       | Judith Quiney (1585-1662)       | Judith Quiney (1585-1662)       | Judith Quiney (1585-1662)       |                            |                            | Thomas Quiney (1589-1662)      | Thomas Quiney (1589-1662)      | Thomas Quiney (1589-1662)      | Thomas Quiney (1589-1662)      | Thomas Quiney (1589-1662)      | Thomas Quiney (1589-1662)      |                           |                           |                           |                           |                           |                           |                           |                           |  |  |  |  |  |  |  |  |  |  |  |  |  |  |  |  |  |  |  |  |  |  |  |  |  |  |  |  |  |  |  |  |  |  |  |  |  |  |  |  |  |  |  |  |  |  |  |  |  |  |  |  |  |  |  |  |  |  |
|  |  |                              |                              |                              |                              |                              |                              |  |  |                                  |                                  |                                  |                                  |                                  |                                  |  |  |                                 |                                 |                                 |                                 |                                 |                                 |                             |                             | John Hall (1575-1635)           | John Hall (1575-1635)           | John Hall (1575-1635)           | John Hall (1575-1635)           | John Hall (1575-1635)           | John Hall (1575-1635)           |                               |                               | Susanna Hall (1583-1649)      | Susanna Hall (1583-1649)      | Susanna Hall (1583-1649)     | Susanna Hall (1583-1649)     | Susanna Hall (1583-1649)     | Susanna Hall (1583-1649)     |                              |                              | Hamnet Shakespeare (1585-1596) | Hamnet Shakespeare (1585-1596) | Hamnet Shakespeare (1585-1596) | Hamnet Shakespeare (1585-1596) | Hamnet Shakespeare (1585-1596) | Hamnet Shakespeare (1585-1596) |                                |                                | Judith Quiney (1585-1662)       | Judith Quiney (1585-1662)       | Judith Quiney (1585-1662)       | Judith Quiney (1585-1662)       | Judith Quiney (1585-1662)       | Judith Quiney (1585-1662)       |                            |                            | Thomas Quiney (1589-1662)      | Thomas Quiney (1589-1662)      | Thomas Quiney (1589-1662)      | Thomas Quiney (1589-1662)      | Thomas Quiney (1589-1662)      | Thomas Quiney (1589-1662)      |                           |                           |                           |                           |                           |                           |                           |                           |  |  |  |  |  |  |  |  |  |  |  |  |  |  |  |  |  |  |  |  |  |  |  |  |  |  |  |  |  |  |  |  |  |  |  |  |  |  |  |  |  |  |  |  |  |  |  |  |  |  |  |  |  |  |  |  |  |  |
|  |  |                              |                              |                              |                              |                              |                              |  |  |                                  |                                  |                                  |                                  |                                  |                                  |  |  |                                 |                                 |                                 |                                 |                                 |                                 |                             |                             |                                 |                                 |                                 |                                 |                                 |                                 |                               |                               |                               |                               |                              |                              |                              |                              |                              |                              |                                |                                |                                |                                |                                |                                |                                |                                |                                 |                                 |                                 |                                 |                                 |                                 |                            |                            |                                |                                |                                |                                |                                |                                |                           |                           |                           |                           |                           |                           |                           |                           |  |  |  |  |  |  |  |  |  |  |  |  |  |  |  |  |  |  |  |  |  |  |  |  |  |  |  |  |  |  |  |  |  |  |  |  |  |  |  |  |  |  |  |  |  |  |  |  |  |  |  |  |  |  |  |  |  |  |
|  |  |                              |                              |                              |                              |                              |                              |  |  |                                  |                                  |                                  |                                  |                                  |                                  |  |  |                                 |                                 |                                 |                                 |                                 |                                 |                             |                             |                                 |                                 |                                 |                                 |                                 |                                 |                               |                               |                               |                               |                              |                              |                              |                              |                              |                              |                                |                                |                                |                                |                                |                                |                                |                                |                                 |                                 |                                 |                                 |                                 |                                 |                            |                            |                                |                                |                                |                                |                                |                                |                           |                           |                           |                           |                           |                           |                           |                           |  |  |  |  |  |  |  |  |  |  |  |  |  |  |  |  |  |  |  |  |  |  |  |  |  |  |  |  |  |  |  |  |  |  |  |  |  |  |  |  |  |  |  |  |  |  |  |  |  |  |  |  |  |  |  |  |  |  |
|  |  |                              |                              |                              |                              |                              |                              |  |  |                                  |                                  |                                  |                                  |                                  |                                  |  |  |                                 |                                 |                                 |                                 | Thomas Nash (1) (1593-1647)     | Thomas Nash (1) (1593-1647)     | Thomas Nash (1) (1593-1647) | Thomas Nash (1) (1593-1647) | Thomas Nash (1) (1593-1647)     | Thomas Nash (1) (1593-1647)     |                                 |                                 | Elisabeth Barnard (1608-1670)   | Elisabeth Barnard (1608-1670)   | Elisabeth Barnard (1608-1670) | Elisabeth Barnard (1608-1670) | Elisabeth Barnard (1608-1670) | Elisabeth Barnard (1608-1670) |                              |                              | John Barnard (2) (1604-1674) | John Barnard (2) (1604-1674) | John Barnard (2) (1604-1674) | John Barnard (2) (1604-1674) | John Barnard (2) (1604-1674)   | John Barnard (2) (1604-1674)   |                                |                                | Shakespeare Quiney (1616-1617) | Shakespeare Quiney (1616-1617) | Shakespeare Quiney (1616-1617) | Shakespeare Quiney (1616-1617) | Shakespeare Quiney (1616-1617)  | Shakespeare Quiney (1616-1617)  |                                 |                                 | Richard Quiney (1618-1639)      | Richard Quiney (1618-1639)      | Richard Quiney (1618-1639) | Richard Quiney (1618-1639) | Richard Quiney (1618-1639)     | Richard Quiney (1618-1639)     |                                |                                | Thomas Quiney (1620-1639)      | Thomas Quiney (1620-1639)      | Thomas Quiney (1620-1639) | Thomas Quiney (1620-1639) | Thomas Quiney (1620-1639) | Thomas Quiney (1620-1639) |                           |                           |                           |                           |  |  |  |  |  |  |  |  |  |  |  |  |  |  |  |  |  |  |  |  |  |  |  |  |  |  |  |  |  |  |  |  |  |  |  |  |  |  |  |  |  |  |  |  |  |  |  |  |  |  |  |  |  |  |  |  |  |  |
|  |  |                              |                              |                              |                              |                              |                              |  |  |                                  |                                  |                                  |                                  |                                  |                                  |  |  |                                 |                                 |                                 |                                 | Thomas Nash (1) (1593-1647)     | Thomas Nash (1) (1593-1647)     | Thomas Nash (1) (1593-1647) | Thomas Nash (1) (1593-1647) | Thomas Nash (1) (1593-1647)     | Thomas Nash (1) (1593-1647)     |                                 |                                 | Elisabeth Barnard (1608-1670)   | Elisabeth Barnard (1608-1670)   | Elisabeth Barnard (1608-1670) | Elisabeth Barnard (1608-1670) | Elisabeth Barnard (1608-1670) | Elisabeth Barnard (1608-1670) |                              |                              | John Barnard (2) (1604-1674) | John Barnard (2) (1604-1674) | John Barnard (2) (1604-1674) | John Barnard (2) (1604-1674) | John Barnard (2) (1604-1674)   | John Barnard (2) (1604-1674)   |                                |                                | Shakespeare Quiney (1616-1617) | Shakespeare Quiney (1616-1617) | Shakespeare Quiney (1616-1617) | Shakespeare Quiney (1616-1617) | Shakespeare Quiney (1616-1617)  | Shakespeare Quiney (1616-1617)  |                                 |                                 | Richard Quiney (1618-1639)      | Richard Quiney (1618-1639)      | Richard Quiney (1618-1639) | Richard Quiney (1618-1639) | Richard Quiney (1618-1639)     | Richard Quiney (1618-1639)     |                                |                                | Thomas Quiney (1620-1639)      | Thomas Quiney (1620-1639)      | Thomas Quiney (1620-1639) | Thomas Quiney (1620-1639) | Thomas Quiney (1620-1639) | Thomas Quiney (1620-1639) |                           |                           |                           |                           |  |  |  |  |  |  |  |  |  |  |  |  |  |  |  |  |  |  |  |  |  |  |  |  |  |  |  |  |  |  |  |  |  |  |  |  |  |  |  |  |  |  |  |  |  |  |  |  |  |  |  |  |  |  |  |  |  |  |

## Œuvres

### Théâtre

#### Les pièces
Trente-neuf pièces de théâtre sont attribuées à Shakespeare : les trente-six parues dans le Premier Folio en 1623 et trois autres (Périclès, prince de Tyr, Les Deux Nobles Cousins et Édouard III). La liste qui suit reprend l'ordre dans lequel elles apparaissent dans le Premier Folio, où elles sont réparties en trois catégories : les comédies, les pièces historiques et les tragédies. Les trois pièces supplémentaires sont indiquées à la fin de leurs catégories respectives.
| Comédies | Pièces historiques | Tragédies |
| --- | --- | --- |
| 1. La Tempête 2. Les Deux Gentilshommes de Vérone 3. Les Joyeuses Commères de Windsor 4. Mesure pour mesure 5. La Comédie des erreurs 6. Beaucoup de bruit pour rien 7. Peines d'amour perdues 8. Le Songe d'une nuit d'été 9. Le Marchand de Venise 10. Comme il vous plaira 11. La Mégère apprivoisée 12. Tout est bien qui finit bien 13. La Nuit des rois 14. Le Conte d'hiver 15. Périclès, prince de Tyr 16. Les Deux Nobles Cousins | 1. Le Roi Jean 2. Richard II 3. Henri IV (première partie) 4. Henri IV (deuxième partie) 5. Henri V 6. Henri VI (première partie) 7. Henri VI (deuxième partie) 8. Henri VI (troisième partie) 9. Richard III 10. Henri VIII 11. Édouard III | 1. Troïlus et Cressida 2. Coriolan 3. Titus Andronicus 4. Roméo et Juliette 5. Timon d'Athènes 6. Jules César 7. Macbeth 8. Hamlet 9. Le Roi Lear 10. Othello 11. Antoine et Cléopâtre 12. Cymbeline |

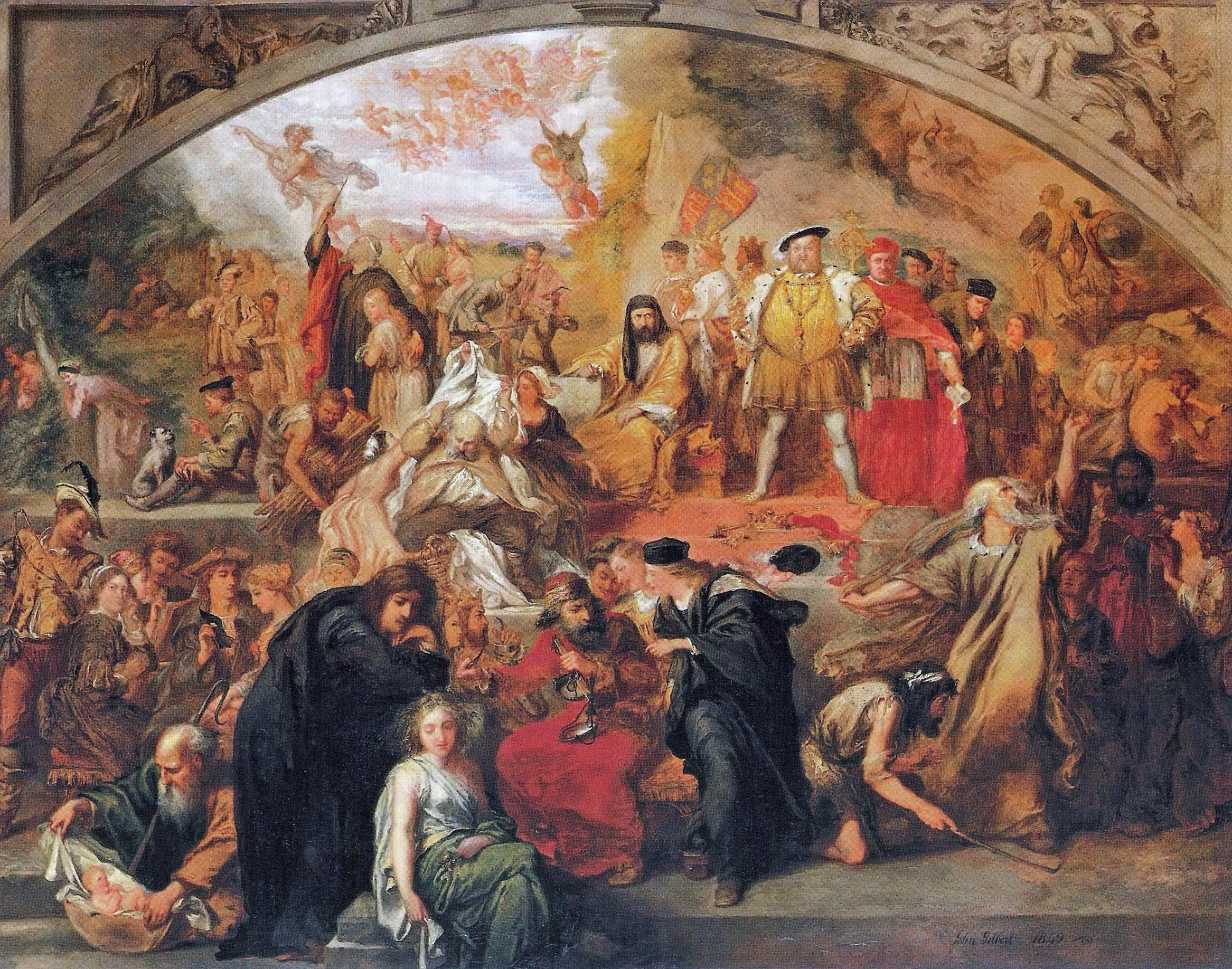
The Plays of William Shakespeare de John Gilbert (1849) réunit des scènes et personnages de plusieurs pièces de Shakespeare.

Il est difficile de dégager une chronologie exacte des pièces de Shakespeare,. Les plus anciennes remontent au début des années 1590, une période de grande popularité pour le théâtre historique : il s'agit de Richard III et des trois parties de Henri VI. Certains éléments suggèrent que Titus Andronicus, La Comédie des erreurs, La Mégère apprivoisée et Les Deux Gentilshommes de Vérone appartiennent aussi à la première moitié des années 1590,. Les premières pièces historiques de Shakespeare, qui s'appuient principalement sur l'édition de 1587 de la chronique de Raphael Holinshed, offrent une interprétation dramatique des conséquences néfastes d'un gouvernement faible ou corrompu et constituent peut-être une défense des origines de la maison Tudor. Elles témoignent de l'influence d'autres dramaturges élisabéthains, notamment Thomas Kyd et Christopher Marlowe, mais aussi du théâtre médiéval et des pièces de Sénèque,,. La Comédie des erreurs est également d'inspiration antique, mais aucune source n'a été identifiée pour La Mégère apprivoisée, qui s'inspire peut-être d'un conte populaire,. Cette pièce, qui raconte la soumission à un homme d'une femme à l'esprit libre, est jugée problématique par les critiques et les publics du début du XXIe siècle.
Les premières comédies de Shakespeare, d'inspiration antique ou italienne, avec leurs intrigues parallèles bien réglées et leurs passages comiques millimétrés, laissent place au milieu des années 1590 à des comédies à l'atmosphère plus romantique, généralement préférées par la critique. Le Songe d'une nuit d'été mélange ainsi romance, magie féérique et comique bas du front. Le Marchand de Venise, tout aussi romantique, offre un personnage problématique en la personne de l'usurier juif Shylock, qui reflète l'antisémitisme de la société élisabéthaine,. Les traits d'esprit de Beaucoup de bruit pour rien, les décors pastoraux de Comme il vous plaira et l'ambiance festive de La Nuit des rois viennent compléter l'inventaire des grandes comédies de Shakespeare. Après le lyrisme de Richard II, une pièce presque entièrement versifiée, Shakespeare introduit des éléments comiques en prose dans les deux parties de Henri IV et Henri V. Ses personnages deviennent plus complexes et il alterne adroitement scènes humoristiques et sérieuses, en vers ou en prose,,. Deux tragédies encadrent cette période fertile : Roméo et Juliette (vers 1595), l'une de ses pièces les plus célèbres, qui traite de l'adolescence, l'amour et la mort,, et Jules César (vers 1599), inspirée par la traduction des Vies parallèles de Plutarque par Thomas North, qui introduit un nouveau type de tragédie dans lequel les différents thèmes de prédilection de Shakespeare (politique, personnages, introspection, événements contemporains) commencent à s'alimenter les uns les autres,.
Vers le début du XVIIe siècle, Shakespeare rédige une série de « pièces à problèmes » : Mesure pour mesure, Troïlus et Cressida et Tout est bien qui finit bien. Cette période voit également la production de ses plus célèbres tragédies,. Ces textes, qui comptent parmi les plus acclamés du dramaturge, tournent généralement autour d'un personnage principal dont la ruine est causée par un défaut de caractère fondamental. Dans Hamlet, c'est l'indécision du protagoniste, illustrée par sa célèbre tirade « To be, or not to be », qui entraîne sa perte. Dans Othello, c'est la jalousie du héros, encouragée par le machiavélique Iago, qui le pousse à tuer sa femme qui est pourtant innocente,. Dans Le Roi Lear, le vieux roi commet l'erreur d'abdiquer ses pouvoirs, mettant en branle une série d'événements qui aboutissent, avec une inéluctable cruauté, à la torture du comte de Gloucester et la mort de sa fille préférée, Cordelia,,. Dans Macbeth, la plus courte et la plus dense des tragédies de Shakespeare, c'est une insatiable ambition qui pousse Macbeth et sa femme à assassiner le roi légitime avant d'être anéantis par leur culpabilité. Les dernières grandes tragédies de Shakespeare, Antoine et Cléopâtre et Coriolan, sont considérées comme ses meilleures par le poète et critique T. S. Eliot,,.
Dans ses dernières années, Shakespeare se tourne vers la romance et la tragicomédie. Il achève trois autres grandes pièces : Cymbeline, Le Conte d'hiver et La Tempête, ainsi que Périclès, prince de Tyr, écrite avec un collaborateur anonyme. Ces quatre pièces sont plus sérieuses que les comédies des années 1590, mais elles sont également moins sombres que les tragédies précédentes de Shakespeare, en s'achevant sur la réconciliation des ennemis et le pardon d'erreurs potentiellement tragiques. Certains critiques y ont vu un changement de philosophie d'un Shakespeare plus âgé, mais il s'agit peut-être simplement du reflet des modes du moment,,. Les deux dernières pièces connues de Shakespeare, Henri VIII et Les Deux Nobles Cousins, sont le résultat d'une collaboration, vraisemblablement avec John Fletcher.

#### Sur scène

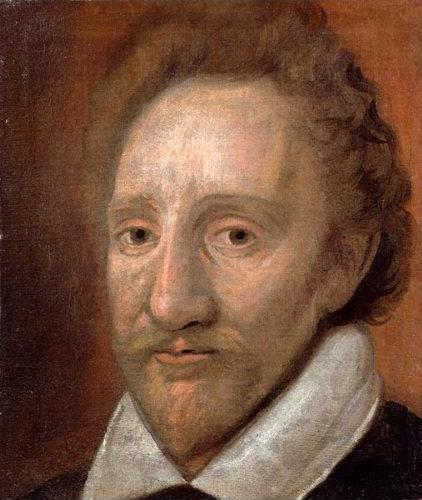
Richard Burbage, premier interprète de personnages comme Hamlet ou Othello.

Les troupes pour lesquelles Shakespeare écrit ses premières pièces ne sont pas identifiées avec certitude. La page de titre de l'édition de 1594 de Titus Andronicus indique cette pièce a été jouée par trois compagnies différentes. Après l'épidémie de peste de 1592-1593, c'est la troupe de Shakespeare, les Lord Chamberlain's Men, qui interprète ses textes au Theatre et au Curtain, deux salles du quartier londonien de Shoreditch. L'écrivain Leonard Digges rapporte que le public s'y précipite pour assister aux représentations de la première partie de Henri IV. En conflit avec leur propriétaire, les Lord Chamberlain's Men font raser le Theatre et en utilisent les poutres pour fonder leur propre salle, le Globe, à Southwark. Il s'agit du tout premier théâtre fondé par des acteurs pour des acteurs,. Il ouvre ses portes à l'automne 1599 et l'une des premières pièces qui y est jouée est le Jules César de Shakespeare. La plupart de ses chefs-d'œuvre suivants sont écrits pour le Globe, de Hamlet à Othello en passant par Le Roi Lear,,.
En 1603, les Lord Chamberlain's Men deviennent les King's Men et entretiennent dès lors une relation particulière avec le roi Jacques Ier. Les sources d'époque sont parcellaires, mais il est certain qu'ils interprètent sept pièces de Shakespeare à la cour entre le 1er novembre 1604 et le 31 octobre 1605, dont Le Marchand de Venise à deux reprises. À partir de 1608, la troupe se produit au Blackfriars en hiver et au Globe en été. Le Blackfriars étant une salle couverte, il permet à Shakespeare d'introduire des effets spéciaux plus élaborés, qui correspondent également au goût du public pour les masques à la mise en scène élaborée. Ainsi, il fait apparaître le dieu Jupiter assis sur un aigle et entouré d'éclairs dans Cymbeline,. Ces effets spéciaux ne sont pas sans danger : le 29 juin 1613, lors d'une représentation de Henri VIII, un tir de canon met le feu au chaume du Globe et l'incendie qui s'ensuit réduit le théâtre en cendres. Cet incident représente l'un des rares cas où l'on puisse dater une représentation de Shakespeare au jour près.
La troupe de Shakespeare comprend plusieurs acteurs célèbres, parmi lesquels Richard Burbage et William Kempe. C'est Burbage qui crée les premiers rôles de plusieurs de ses pièces, dont Richard III, Hamlet, Othello et Le Roi Lear. Kempe est quant à lui un acteur comique populaire, qui interprète notamment le domestique Pierre dans Roméo et Juliette et l'agent de police Dogberry (en) dans Beaucoup de bruit pour rien,. Il est remplacé vers 1600 par Robert Armin, qui joue Touchstone dans Comme il vous plaira et le bouffon dans Le Roi Lear, entre autres.

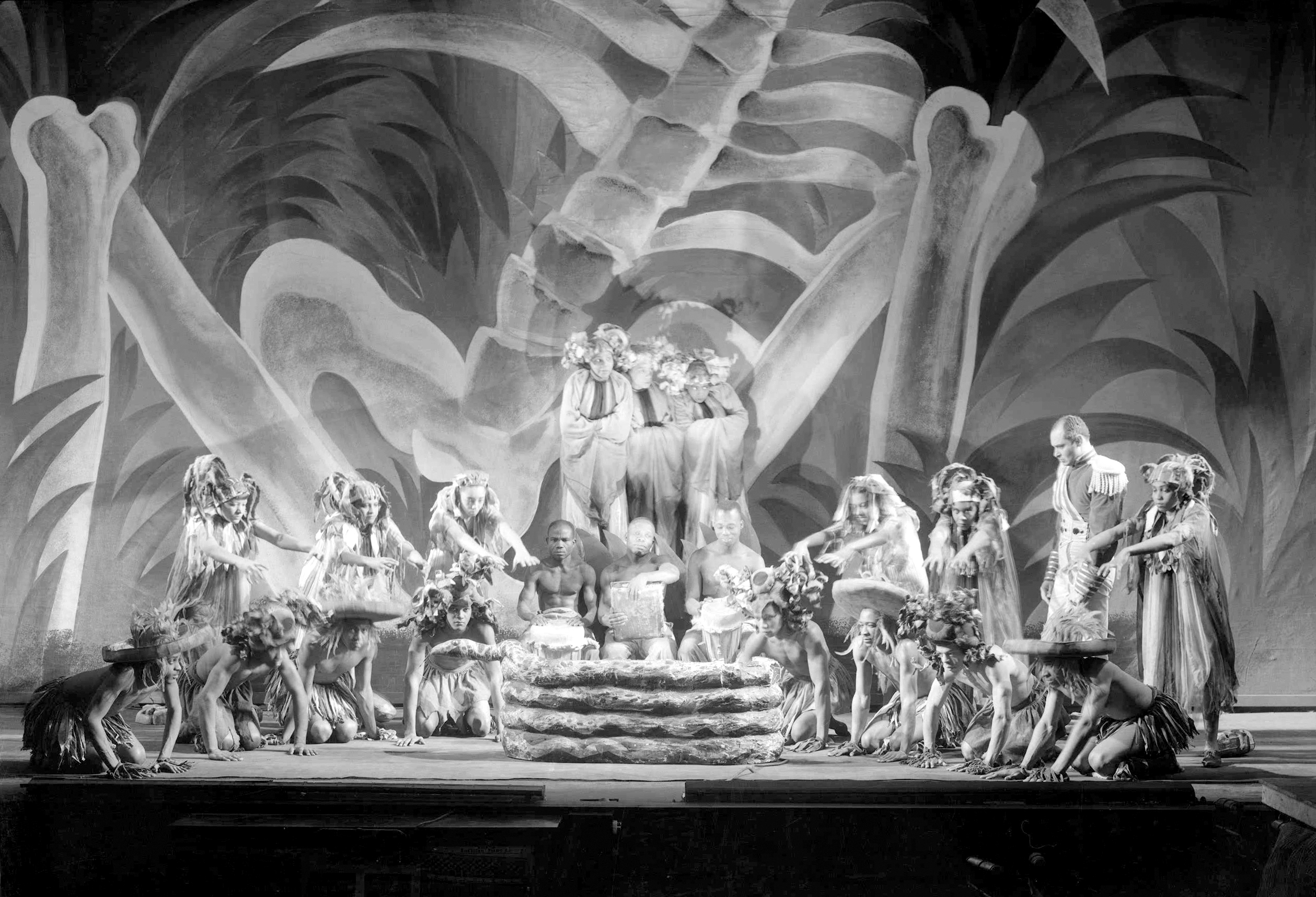
Le « Macbeth vaudou » mis en scène par Orson Welles en 1936.

Après l’interrègne (1642-1660), pendant lequel le théâtre est interdit, les troupes de la Restauration puisent dans l'œuvre des dramaturges de la génération précédente : Beaumont et Fletcher sont extrêmement populaires, mais également Ben Jonson et William Shakespeare. Leurs œuvres sont souvent adaptées de manière radicale, à l'image du Roi Lear de Nahum Tate qui reçoit une fin heureuse. Jusqu'au XIXe siècle, les pièces de Shakespeare sont interprétées dans des costumes contemporains. À l'époque victorienne, les représentations théâtrales sont en revanche marquées par une recherche de reconstitution d'époque, les artistes ayant une fascination pour le réalisme historique. La mise en scène de Gordon Craig pour Hamlet en 1911 inaugure son influence cubiste, avec un décor épuré constitué de simples niveaux, des teintes monochromes étendues sur des praticables de bois combinés pour se soutenir entre eux. Bien que cette utilisation de l'espace scénique ne soit pas nouvelle, c'est la première fois qu'un metteur en scène l'utilise pour Shakespeare. En 1936, Orson Welles monte un Macbeth novateur à Harlem, transposant non seulement l'époque de la pièce mais aussi n'employant que des acteurs afro-américains. Ce spectacle très controversé replace l'action dans les Antilles avec un roi aux prises avec la magie vaudoue. De nombreuses mises en scène ultérieures choisissent de transposer l'action de pièces de Shakespeare dans un monde très contemporain et politique.

#### Publication

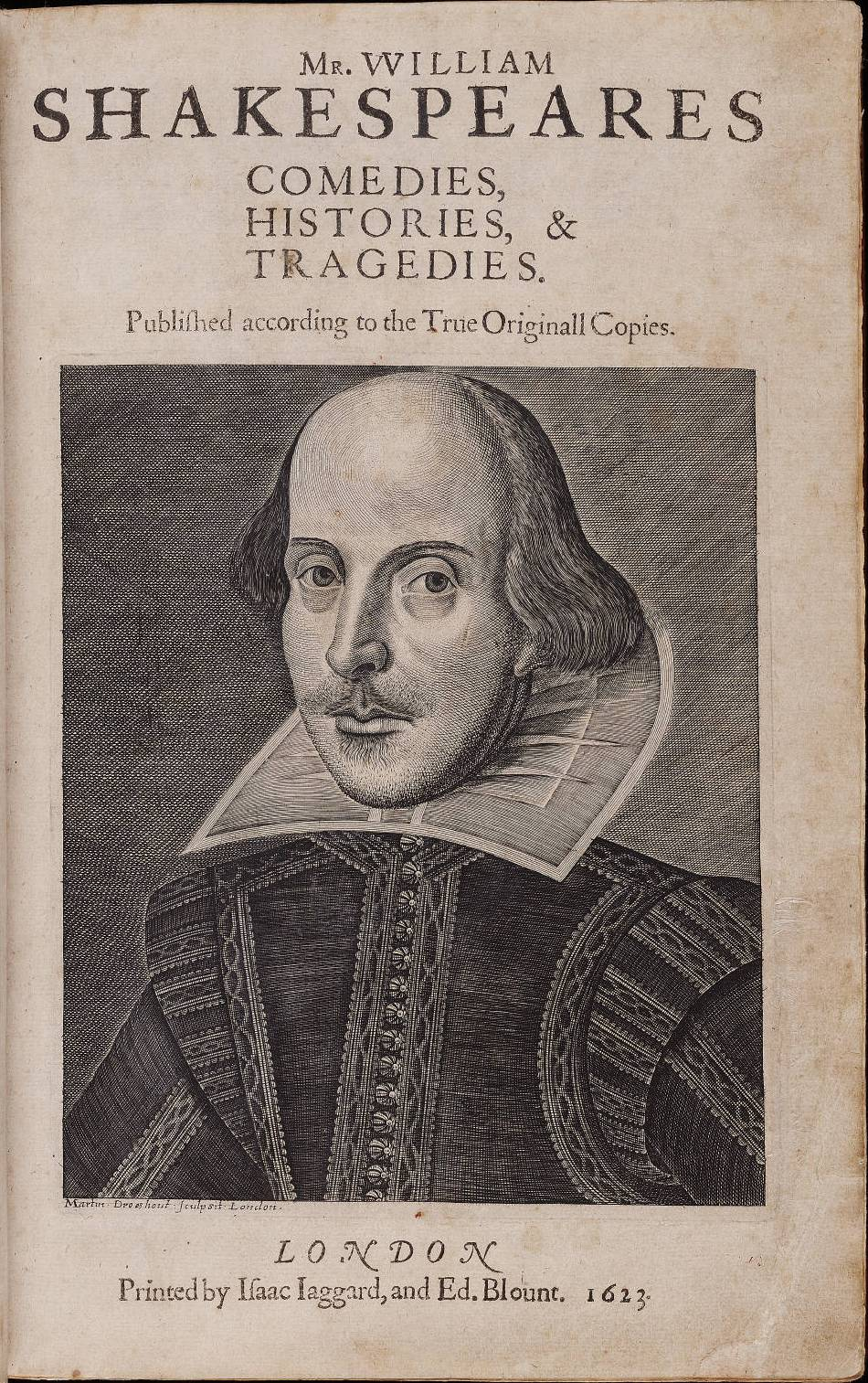
La page de titre du Premier Folio (1623) avec le portrait Droeshout, l'un des seuls portraits de Shakespeare identifiés de manière certaine.

En 1623, deux membres des King's Men, Henry Condell et John Heminges, publient le Premier Folio, un recueil de 36 pièces de Shakespeare, dont 18 sont imprimées pour la première fois. Les autres ont été éditées avant cette date au format in-quarto, plus petit et moins prestigieux. Rien ne permet d'affirmer que Shakespeare ait autorisé la publication de ces in-quarto, décrits dans le Premier Folio comme « des copies volées et clandestines ». Le dramaturge n'envisageait en fait probablement pas que son œuvre subsiste d'une manière ou d'une autre, et sans la publication du Premier Folio par ses amis après sa mort, elle serait vraisemblablement tombée dans l'oubli.
En 1909, le bibliographe Alfred William Pollard introduit l'expression « mauvais quarto » pour décrire certains des textes parus avant 1623 qui se caractérisent par la qualité médiocre de leur contenu. Adapté, paraphrasé ou mélangé, leur texte pourrait être en partie une reconstitution tirée des souvenirs d'un membre du public ou d'un acteur de la troupe,,. Lorsque plusieurs versions d'une même pièce subsistent, elles présentent toujours des différences. Ces différences peuvent provenir d'erreur de copie ou d'impression, de notes prises par les acteurs ou les membres du public, ou même des brouillons de Shakespeare,. Il est plausible que le dramaturge ait revu le texte de certaines pièces comme Hamlet, Troïlus et Cressida et Othello après leur parution au format in-quarto. Dans le cas du Roi Lear, les différences entre l'in-quarto de 1608 et le Premier Folio sont telles que les éditeurs du Oxford Shakespeare ont choisi de publier les deux textes l'un après l'autre au lieu de les combiner.

#### Classification
Les 36 pièces de Shakespeare publiées dans le Premier Folio y sont réparties en trois catégories : 14 comédies, 10 pièces historiques et 12 tragédies. Trois pièces supplémentaires, non reprises dans le Premier Folio, sont traditionnellement ajoutées au canon shakespearien, les critiques s'accordant à considérer qu'il a contribué en grande partie à leur écriture : Les Deux Nobles Cousins, Périclès, prince de Tyr et Édouard III,.
En 1875, le critique Edward Dowden (en) introduit une nouvelle catégorie, celle des romances, où il classe quatre comédies tardives : Périclès, prince de Tyr, Cymbeline, Le Conte d'hiver et La Tempête. Le terme de « romance » reste couramment employé pour les décrire, même si certains auteurs préfèrent parler de tragi-comédies,. En 1896, Frederick S. Boas (en) distingue quatre autres pièces, Tout est bien qui finit bien, Mesure pour mesure, Troïlus et Cressida et Hamlet, qu'il décrit comme des pièces à problème. Il considère en effet que ces pièces ne sont ni strictement des comédies, ni strictement des tragédies. Cette classification, amplement débattue par les spécialistes de Shakespeare, reste en usage pour trois de ces quatre pièces, Hamlet étant définitivement considérée comme une tragédie,,.

### Poésie

#### Les sonnets

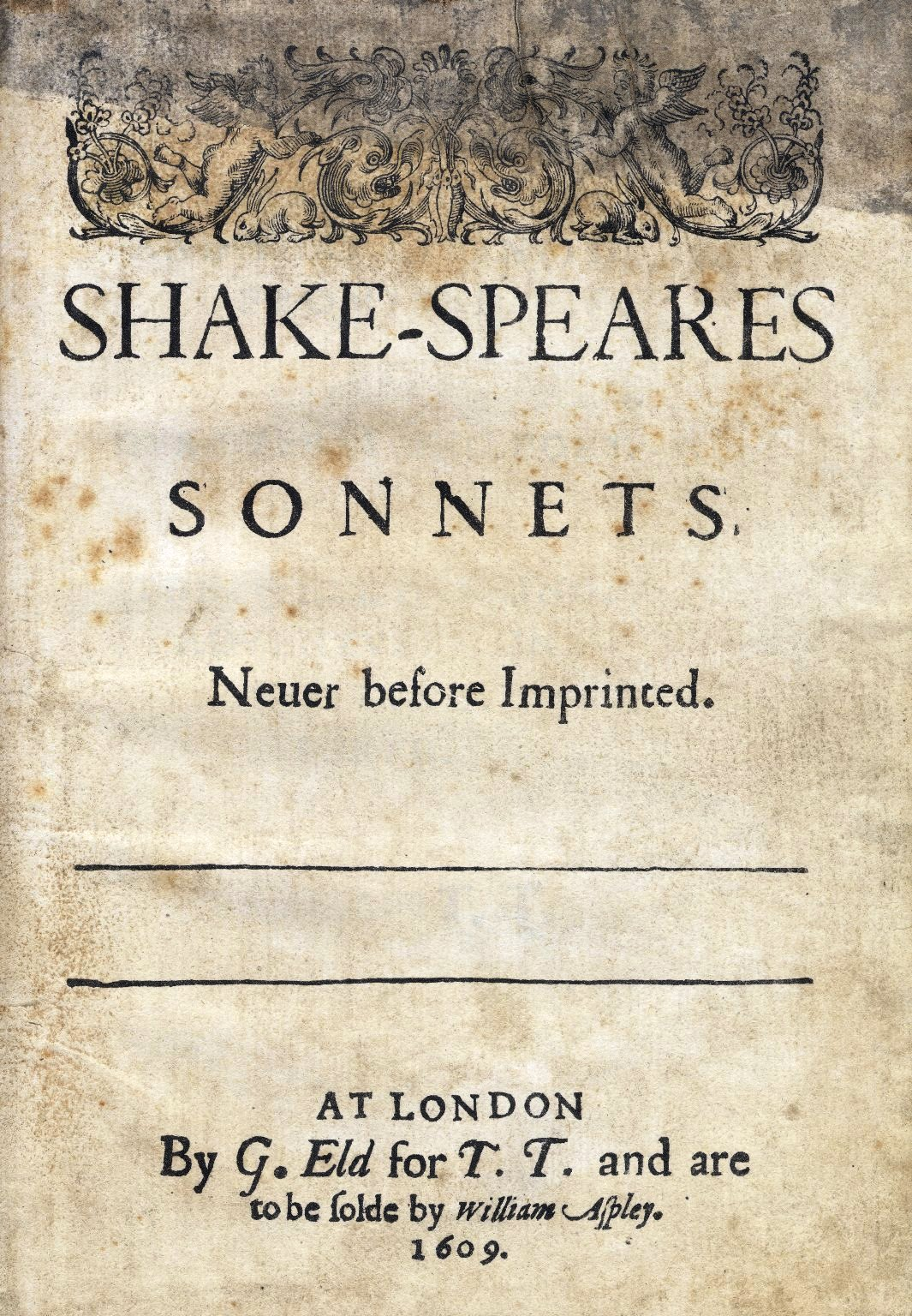
La page de titre de la première édition des Sonnets de Shakespeare.

Publiés en 1609, les Sonnets sont la dernière œuvre non-dramatique de Shakespeare à avoir été éditée. Ces 154 poèmes, méditations profondes sur la nature de l'amour, la passion, la procréation, la mort et le passage du temps, ont vraisemblablement été composés sur une longue période de temps à destination d'un public restreint,. L'écrivain Francis Meres les évoque en 1598, et l'année suivante, deux d'entre eux sont publiés sans l'autorisation de Shakespeare dans le recueil Le Pèlerin passionné,,. L'ordre de l'édition de 1609 ne correspond sans doute pas à la volonté de Shakespeare, qui semble avoir considéré ces poèmes comme appartenant à deux séries distinctes : l'une décrit une violente passion pour une femme mariée au teint mat, tandis que l'autre dépeint un amour contrarié pour un jeune homme blond. La question de l'identité de ces deux personnes est ardemment débattue, tout comme celle du narrateur des poèmes, qui n'est pas forcément censé être Shakespeare,. Une autre question non résolue est celle de l'identité du « monsieur W. H. » à qui est dédiée l'édition de 1609.

#### Autres poèmes
En 1593-1594, alors que les théâtres de Londres sont fermés pour cause de peste, Shakespeare publie deux poèmes narratifs, Vénus et Adonis et Le Viol de Lucrèce, qu'il dédie au comte de Southampton Henry Wriothesley. Le sexe est un thème commun aux deux poèmes : dans Vénus et Adonis, l'innocent Adonis rejette les avances de la déesse Vénus, tandis que dans Le Viol de Lucrèce, un Tarquin lubrique viole la vertueuse Lucrèce. Inspirés des Métamorphoses d'Ovide, ces deux textes illustrent la culpabilité et la confusion morale qu'engendrent une luxure débridée,. Ils rencontrent un franc succès et sont réédités à plusieurs reprises du vivant de leur auteur. Un troisième poème narratif, A Lover's Complaint, apparaît à la fin de la première édition des Sonnets. Exprimant le désespoir d'une jeune femme abandonnée par son amant, il est généralement attribué à Shakespeare, bien que sa paternité ait été ponctuellement remise en cause à partir du début du XIXe siècle,,. Enfin, The Phoenix and the Turtle (en), paru en 1601 en supplément au poème Love's Martyr de Robert Chester (en), est une lamentation allégorique sur la mort du phénix et de son amante, la colombe.

## Faux documents de Shakespeare

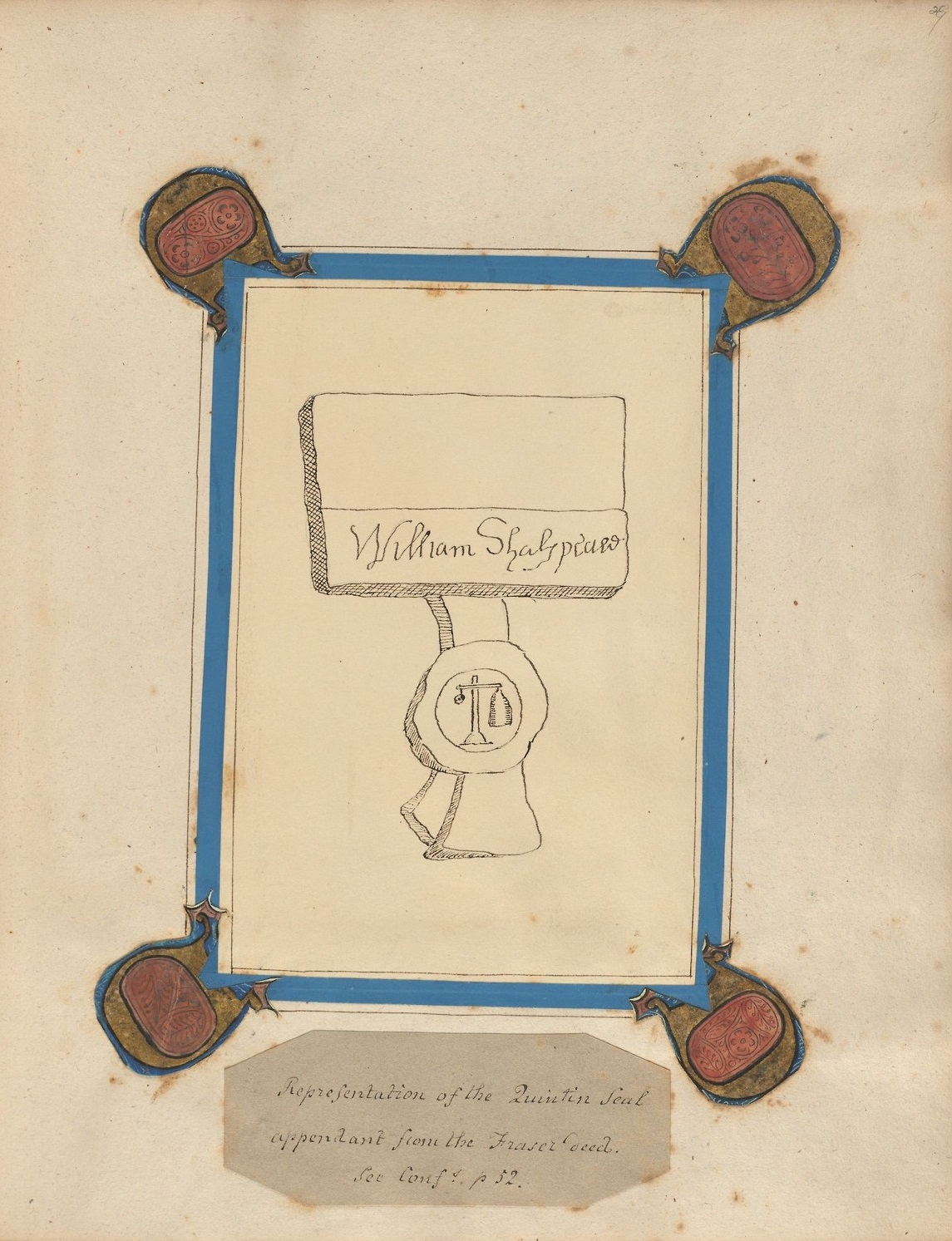
L'une des fausses signatures de Shakespeare réalisées par William Henry Ireland. MS Hyde 60, (4), Houghton Library, université Harvard.

Dès les années 1790, le faussaire britannique William Henry Ireland commence à produire de nombreux faux documents prétendument écrits par William Shakespeare (en) ou qui lui sont liés. Citons par exemple un portrait de lui, une lettre de la reine Élisabeth Ire, une lettre du poète adressée à sa femme Anne Hathaway (accompagnée d'une boucle de cheveux), ainsi que des extraits de versions alternatives des pièces Le Roi Lear et Hamlet. En 1796, il publie même une fausse pièce, Vortigern and Rowena, inspirée des personnages légendaires de la légende arthurienne, Vortigern et Rowena. Mais la première est un désastre (il n'y aura pas de seconde représentation) et la supercherie finit par éclater au grand jour,.

## Style
Les premières pièces de Shakespeare sont rédigées comme les autres pièces de l'époque. Ses personnages s'expriment d'une manière stylisée qui n'émerge pas naturellement de leur caractérisation ou des besoins de l'intrigue. La poésie du texte repose sur des métaphores filées et des concepts complexes, avec de nombreux artifices rhétoriques. Ils sont davantage faits pour être déclamés que dits. Ainsi, certains critiques estiment que les diatribes grandioses de Titus Andronicus paralysent l'action et que les vers des Deux Gentilshommes de Vérone sont trop guindés,.
Shakespeare ne tarde pas à plier les normes stylistiques à ses propres fins. Ainsi, la tirade introductive de Richard III s'inspire fondamentalement du discours du Vice dans les pièces chrétiennes du Moyen Âge, mais la conscience de soi dont fait preuve le personnage de Richard annonce les monologues des pièces ultérieures de Shakespeare,. Il n'existe pas de démarcation nette pour ce passage d'un style traditionnel à un style plus libre et le dramaturge combine les deux tout au long de sa carrière, ce dont témoigne le plus clairement Roméo et Juliette. Lorsqu'il rédige cette pièce, ainsi que Richard II et Le Songe d'une nuit d'été, Shakespeare produit une poésie plus naturelle et moins guindée, dans laquelle comparaisons et métaphores sont au service de l'intrigue.
Sa forme poétique de prédilection est le vers blanc non rimé en pentamètres iambiques, avec dix syllabes par vers et une syllabe sur deux accentuée. Dans ses premières pièces, il tend à faire commencer et finir ses phrases dans les limites de chaque vers, quitte à engendrer une certaine monotonie. Au fur et à mesure qu'il développe sa maîtrise du vers blanc, il commence à jouer avec le rythme de ses phrases dans des pièces comme Jules César ou Hamlet, dans laquelle les phrases hachées reflètent le trouble qui règne dans l'esprit du prince.
Après Hamlet, Shakespeare développe encore sa variété stylistique, notamment dans les passages les plus chargés d'émotion de ses tragédies tardives. Il a recours à plusieurs techniques : enjambements, pauses irrégulières et variations marquées dans la structure et la longueur de ses phrases. Dans Macbeth, par exemple, les répliques enchaînent les métaphores et les comparaisons sans point d'ancrage commun, mettant l'auditeur au défi de reconstituer le sens des propos. Les romances tardives, avec leurs retournements de situation et leur approche spéciale du passage du temps, inspirent une autre variation stylistique : phrases longues et courtes s'opposent, les propositions s'enchaînent, le sujet et l'objet échangent de position, des mots sont omis. Tous ces effets donnent une impression de spontanéité au texte.
Le génie poétique de Shakespeare est avant tout lié à sa vision concrète du théâtre. Comme tous les dramaturges de l'époque, il s'inspire d'histoires provenant de sources comme Plutarque ou Holinshed, mais il retravaille chaque intrigue pour proposer plusieurs centres d'intérêt et présenter autant de points de vue que possible au public. Grâce à cette méthode, les pièces de Shakespeare peuvent être traduites, abrégées ou réinterprétées sans perdre leur conflit central. Ses progrès comme écrivain l'amènent à offrir des motivations plus claires et plus variées à ses personnages, ainsi que des manières de parler distinctes. Il ne renie pas pour autant complètement le style de ses débuts. Dans ses romances tardives, il revient sciemment à une diction plus artificielle pour mettre l'accent sur le caractère illusoire du théâtre,.

## Influence

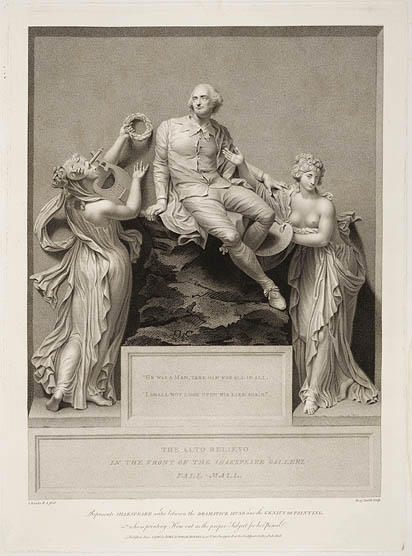
Shakespeare en présence de la peinture et la poésie (vers 1789). Cette gravure de Benjamin Smith représente une statue de Thomas Banks située à l'origine à l'entrée de la Boydell Shakespeare Gallery.

L'influence de Shakespeare sur le théâtre moderne est considérable. Il joue un rôle crucial dans le développement du potentiel dramatique d'éléments comme la caractérisation des personnages, l'intrigue, la langue et le genre. Ainsi, les histoires d'amour n'étaient pas considérées comme un sujet valable pour une tragédie avant Roméo et Juliette. Les monologues servaient principalement à transmettre des informations au public ; Shakespeare les utilise pour explorer l'esprit des personnages. Au XIXe siècle, les poètes romantiques tentent de produire de nouvelles pièces en vers sur le modèle de Shakespeare, sans grand succès : selon le critique George Steiner, toutes les pièces en vers de langue anglaise produites entre Coleridge et Tennyson ne sont que « de piètres variations sur les thèmes shakespeariens ».
L'œuvre de Shakespeare est aussi une influence pour des romanciers comme Thomas Hardy, William Faulkner et Charles Dickens. Les monologues des personnages de Herman Melville doivent beaucoup à ceux de Shakespeare : le capitaine Achab de Moby Dick est un héros tragique. Plus de 20 000 œuvres musicales présentent un lien avec Shakespeare, parmi lesquelles les opéras de Giuseppe Verdi Macbeth, Otello et Falstaff, dont la réputation critique rivalise avec celle des pièces qui les ont inspirés. De nombreux peintres, notamment des courants romantique et préraphaélite, ont également puisé dans l'œuvre du dramaturge. Au-delà du monde des arts, le psychanalyste Sigmund Freud s'est inspiré des personnages de Shakespeare, notamment Hamlet, pour développer ses théories sur la nature humaine.
L'usage que fait Shakespeare de la langue anglaise contribue au développement de sa forme moderne. Il est l'auteur le plus cité dans le Dictionary of the English Language de Samuel Johnson (1755), l'un des premiers dictionnaires de langue anglaise. De nombreux mots et expressions passés dans le langage courant apparaissent pour la première fois dans l'œuvre de Shakespeare, comme « one fell swoop » ou « good riddance ». L'anglais est couramment désigné par la périphrase « langue de Shakespeare ».
L’œuvre de Shakespeare a également eu une influence remarquable sur les peintres et les poètes, car, comme l’indique Jean-Michel Déprats, traducteur de théâtre et angliciste, spécialiste de Shakespeare, dans un numéro de la revue Ornicar ? « les textes de Shakespeare s’adressent à l’œil autant qu’à l’oreille. » Les représentations des pièces de Shakespeare ont ainsi inspiré de nombreux artistes. « Y a-t-il traducteur plus précis et plus évocateur du lent enfoncement dans les eaux dormantes d’une Ophélie au corps statique constellé de fleurs que le peintre préraphaélite qui peignit l’inoubliable Mort d’Ophélie en 1852 (Tate Gallery, Londres), John Everett Millais ? (…) Le tableau inspirera « la blanche Ophélia » du Rimbaud des Illuminations. »
L'influence de Shakespeare ne se limite pas au monde anglophone. Il est populaire en Allemagne dès le XVIIIe siècle auprès des auteurs du classicisme de Weimar, et Christoph Martin Wieland est le premier à produire une traduction intégrale de son œuvre théâtrale dans une autre langue, dès les années 1760,. En France, il exerce une influence notable sur Honoré de Balzac, certains allant même jusqu'à parler de plagiat s'agissant du Père Goriot et du Roi Lear. Selon l'Index Translationum, avec un total de 4 281 traductions, il est le troisième écrivain le plus traduit au monde après Agatha Christie et Jules Verne.
Il existe plus de 400 films adaptés des pièces de Shakespeare. De 1978 à 1985, la BBC produit des adaptations de 37 pièces de Shakespeare pour la télévision : The Complete Dramatic Works of William Shakespeare. Cet ensemble unique, joué par quelques-uns des meilleurs comédiens britanniques (Derek Jacobi, Anthony Quayle, John Gielgud, etc.), est très fidèle aux textes originaux et propose des mises en scène inspirées de la tradition théâtrale anglaise.

## Accueil critique
De son vivant, l'œuvre de Shakespeare est l'objet de commentaires élogieux, mais il n'est pas pour autant considéré comme un génie,. Dans le Premier Folio, Ben Jonson le décrit comme « l'âme de notre époque, la joie de notre scène », mais il remarque ailleurs que « Shakespeare manquait d'art ». Durant la Restauration et jusqu'à la fin du XVIIIe siècle, les idées antiques sont à la mode et Shakespeare trouve donc moins grâce aux yeux des critiques que Jonson ou John Fletcher. Ainsi, Thomas Rymer lui reproche de mélanger le comique au tragique. L'opinion de Rymer prévaut pendant plusieurs décennies, jusqu'à ce que les critiques du XVIIIe siècle prennent en considération Shakespeare pour lui-même et décèlent ce qu'ils appellent son génie naturel. Sa réputation s'accroît avec la parution des éditions critiques de Samuel Jonson et Edmond Malone, parues en 1765 (The Plays of William Shakespeare) et 1790 respectivement,. En 1769, l'acteur David Garrick organise un jubilé pour Shakespeare dans sa ville natale de Stratford qui marque une étape dans le développement d'un véritable culte autour du dramaturge, la « bardolâtrie ». À l'aube du XIXe siècle, sa position comme poète national de l'Angleterre est assurée. Il bénéficie également d'une solide réputation à l'étranger après avoir été loué par des auteurs comme Voltaire (Lettres philosophiques, 1734), Goethe (Les Années d'apprentissage de Wilhelm Meister, 1795-1796), Stendhal (Racine et Shakespeare, 1823-1825) et Victor Hugo (préface de Cromwell, 1827, et l'essai William Shakespeare, 1864).
Au XIXe siècle, l'admiration pour Shakespeare confine à l'adoration. Il est loué par les romantiques comme Samuel Taylor Coleridge et Auguste Schlegel et l'époque victorienne voit ses pièces interprétées dans des mises en scène grandioses. Le dramaturge George Bernard Shaw se moque de ce qu'il appelle la « bardolâtrie » et affirme que le naturalisme de dramaturges comme Henrik Ibsen a rendu Shakespeare obsolète. Néanmoins, le courant moderniste du début du XXe siècle ne rejette pas ses œuvres, bien au contraire : ses pièces sont mises à contribution par le théâtre d'avant-garde. Elles sont mises en scène aussi bien par les expressionnistes allemands que par les futuristes russes, et Bertolt Brecht développe l'idée du théâtre épique en s'inspirant de Shakespeare. T. S. Eliot prend le contrepied de la critique de Shaw en déclarant que c'est précisément le caractère « primitif » de Shakespeare qui le rend moderne.
Le courant du new criticism, inspiré par Eliot et des critiques comme G. Wilson Knight (en), propose une lecture plus attentive de l'imagerie de Shakespeare. De nouvelles approches apparaissent dans les années 1950 et annoncent les études postmodernes de Shakespeare. Toutes sortes de courants se penchent sur son œuvre, parmi lesquels structuralisme, féminisme, néo-historicisme, African-American studies et queer studies,.

## Spéculations

### Paternité de ses œuvres
Des théories marginales concernant la paternité des œuvres attribuées à Shakespeare circulent depuis le milieu du XIXe siècle. Parmi les noms avancés comme le véritable auteur de ses pièces et poèmes, les plus populaires sont Francis Bacon, Christopher Marlowe et le comte d'Oxford Edward de Vere. Cette idée suscite une certaine curiosité chez le grand public, mais les milieux universitaires considèrent de manière quasiment unanime qu'il n'existe aucune raison valable de remettre en doute la paternité des œuvres de Shakespeare,,.

### Religion
La vie publique de Shakespeare est celle d'un fidèle de l'Église d'Angleterre : c'est la religion dans laquelle il se marie, ses enfants sont baptisés et il est enterré. Cependant, ses croyances intimes sont sources de débats et certains chercheurs affirment que des membres de sa famille sont catholiques, une foi alors interdite en Angleterre. De fait, sa mère, Mary Arden, est issue d'une famille catholique dévote. Une déclaration de foi catholique signée par son père John a été découverte en 1757 dans le plafond de son ancienne maison de Henley Street, mais ce document est aujourd'hui perdu et son authenticité fait débat,. John Shakespeare est rapporté avoir manqué la messe en 1591, et la fille du dramaturge, Susanna, figure dans une liste de fidèles de Stratford n'ayant pas reçu l'Eucharistie à Pâques en 1606,,. En ce qui concerne Shakespeare lui-même, il ne subsiste aucune indication permettant d'établir sa foi intime. Diverses lectures de ses pièces y ont vu des preuves de son catholicisme, de son protestantisme ou de son absence de foi, sans jamais trouver d'indice concluant,.

### Sexualité
L'orientation sexuelle de Shakespeare est un sujet débattu. Il s'est marié avec Anne Hathaway et ils ont eu trois enfants. Après sa mort, certains lecteurs, considérant les sonnets de Shakespeare comme autobiographiques, y ont vu la preuve de son amour pour un jeune homme, et donc d'une possible bisexualité. D'autres n'y voient cependant que l'expression d'une amitié intense,,.

### Portraits
L'apparence physique de Shakespeare n'est décrite dans aucune source d'époque, et rien ne permet d'affirmer qu'il ait fait faire son portrait. Les deux seules représentations du dramaturge susceptibles de donner une idée de son apparence sont le portrait Droeshout, paru en frontispice du Premier Folio, dont Ben Jonson affirme qu'il représente bien son modèle, et son monument funéraire à Stratford. À partir du XVIIIe siècle, la grande popularité de Shakespeare s'est traduite par une recherche de portraits du dramaturge, allant de l'identification erronée de portraits d'autres individus à la production de faux portraits.